# Giacomo Morandi

Bischofswappen von Giacomo Morandi

Giacomo Morandi (* 24. August 1965 in Modena) ist ein italienischer Geistlicher und römisch-katholischer Bischof von Reggio Emilia-Guastalla.

## Leben
Giacomo Morandi studierte Philosophie und Katholische Theologie am interdiözesanen Priesterseminar Reggio-Modena-Parma-Carpi in Reggio nell’Emilia. Er empfing am 11. April 1990 durch den Erzbischof von Modena-Nonantola, Santo Bartolomeo Quadri, das Sakrament der Priesterweihe. 1992 absolvierte Morandi am Päpstlichen Bibelinstitut in Rom ein Lizenziatsstudium im Fach Bibelwissenschaft und an der Päpstlichen Universität Gregoriana ein Lizenziatsstudium im Fach Missionswissenschaften. 2008 wurde er im Fach Missionswissenschaft mit einer Arbeit über die Theologie in der Evangelisierung promoviert.
Von 1993 bis 1996 war Giacomo Morandi Pfarrvikar in Fiorano Modenese und von 1996 bis 2012 Direktor des Diözesanbüros seines Erzbistums für Bibelarbeit. Seit 2002 war er zudem Geistlicher Assistent für die katholischen Ärzte in der Diözese und seit 2005 Bischofsvikar für Katechese, Evangelisierung und Kultur, später auch Dekan des Kapitels der Kathedrale von Modena. Im November 2010 wurde Morandi Generalvikar des Erzbistums Modena-Nonantola.
Giacomo Morandi war Professor für Bibelwissenschaft am Institut für Religionswissenschaften in Modena und Professor für patristische Exegese am Atelier di Teologia Cardinal Tomáš Špidlík des Centro Aletti in Rom, das dem Päpstlichen Orientalischen Institut angegliedert ist.
Am 27. Oktober 2015 berief ihn Papst Franziskus zum Untersekretär der Kongregation für die Glaubenslehre. Am 18. Juli 2017 ernannte ihn Papst Franziskus zum Titularerzbischof pro hac vice von Caere und zum Sekretär der Glaubenskongregation. Der Generalvikar des Bistums Rom, Titularerzbischof Angelo De Donatis, spendete ihm am 30. September desselben Jahres die Bischofsweihe. Mitkonsekratoren waren der Erzbischof von Modena-Nonantola, Erio Castellucci, und der emeritierte Bischof von Brescia, Luciano Monari. Am 4. Juli 2020 berief ihn Papst Franziskus zudem zum Konsultor des Päpstlichen Rates zur Förderung der Einheit der Christen.
Im März 2021 war Morandi maßgeblich für das gegen die Segnung homosexueller Paare gerichtete Dokument Responsum ad Dubium der Glaubenskongregation verantwortlich.
Am 10. Januar 2022 ernannte ihn Papst Franziskus zum Bischof von Reggio Emilia-Guastalla und verlieh ihm den persönlichen Titel eines Erzbischofs. In einem Bericht der Frankfurter Allgemeinen Zeitung vom 14. Januar 2022 wurde gemutmaßt, dass es sich bei dieser „Versetzung vom Vatikan in die italienische Provinz“ um die Entfernung Morandis wegen des Dokuments Responsum ad Dubium aus der Glaubenskongregation handele. Die Amtseinführung erfolgte am 13. März 2022.

## Schriften
- La sofferenza nella Sacra Scrittura. Dio fa scendere agli inferi e risalire, Reggio Emilia, San Lorenzo Editore, 2003, ISBN 978-88-8071-143-8.
- Bellezza. Luogo teologico di evangelizzazione. Paoline, Milano 2009, ISBN 978-88-315-3582-3 (Übersetzung des italienischen Titels: Schönheit. Ein Locus theologicus der Evangelisierung).
- Genesi, I, I–12, 4. Sussidio biblico-pastorale, Terlizzi, Ed Insieme, 2011, ISBN 978-88-7602-131-2.